# Giovanni Roma (ciclista)
Giovanni Roma (Tezze di Vazzola, 2 marzo 1928 – Oderzo, 9 agosto 2007) è stato un ciclista su strada italiano.
Professionista dal 1949 al 1956, concluse la carriera correndo da indipendente in Venezuela.

## Carriera
Passato professionista a fine 1949, corse quasi sempre per la formazione trevigiana Bottecchia, dove per tre anni fu anche gregario di Louison Bobet. Ottenne tredici vittorie, tra cui due Astico-Brenta nel 1949 e nel 1950, una tappa al G.P. Massaua-Fossati 1950 e tre tappe al Giro delle Dolomiti, una nel 1950 e due nel 1951.
Partecipò a quattro edizioni del Giro d'Italia, concludendo settimo nell'edizione 1953. Dopo il professionismo in Italia fu attivo per due anni come ciclista indipendente in Venezuela. Rientrato in Italia nel 1958, fu imprenditore nel settore calzaturiero a San Polo di Piave. Nel 2002 ottenne il premio "Borraccia d'Oro" indetto dall'Associazione Ex Ciclisti della Provincia di Treviso insieme a Italo De Zan e Annibale De Faveri.

## Palmarès
- 1949

Astico-Brenta
- 1950

Astico-Brenta
1ª tappa Gran Premio Massaua-Fossati (Grosseto > Piombino)
3ª tappa Giro delle Dolomiti (Alleghe > Auronzo di Cadore)
- 1951

2ª tappa Giro delle Dolomiti  (Trento > Merano)
4ª tappa Giro delle Dolomiti (Pieve di Soligo > Treviso)
- 1954

2ª tappa Giro di Sicilia  (Sciacca > Enna)

## Piazzamenti

### Grandi giri
- Giro d'Italia

1951: 41º
1952: 14º
1953: 7º

### Classiche monumento
- Milano-Sanremo

1951: 27º
1952: 100º
1953: 31º
1955: 104º
- Giro di Lombardia

1949: 31º
1950: 33º
1951: 37º
1952: 38º